# Pertamina
Pertamina — индонезийская государственная нефтегазовая компания. Была учреждена в 1968 году в результате слияния компаний Pertamin (основана в 1961 году) и Permina (основана в 1957 году). Является крупнейшим производителем и экспортёром сжиженного природного газа (СПГ).

## История
Первая нефтедобывающая компания в Индонезии была основана в 1887 году. В 1894 году начали работу ещё две компании, Koninklijke Nederlandsche Petroleum Maatschappij и Shell Transport and Trading Compan, в 1907 году они объединились в Royal Dutch Shell и с тех пор доминировали в нефтегазовой секторе Индонезии. Во время Второй мировой войны острова были оккупированы японской армией, нефтяные промыслы попали под её контроль. В 1945 году Индонезия провозгласила независимость от Нидерландов, также в этом году была основана национальная нефтяная компания. Вскоре на островах Суматра и Ява были созданы ещё две нефтяные компании. Однако в нефтедобычи продолжали основную роль играть зарубежные компании: Shell, Stanvac и Caltex. В 1962 году Индонезия вошла в OPEC.
Государственная компания PERMINA была основана в 1957 году, уже в следующем году она начала экспорт нефти. В 1962 году компания основала нефтяную академию для подготовки кадров для работы в отрасли. К 1965 году PERMINA разрабатывала 9 месторождений, уровень добычи составлял 21 тыс. баррелей в сутки, выручки от продажи нефти хватило, чтобы к 1970 году выкупить все активы Shell на архипелаге за 10 млн долларов. В 1968 году все государственные нефтяные компании Индонезии были объединены в PN Pertambangan Minyak Dan Gas Bumi Negara (сокращённо Pertamina), в 1971 году она получила исключительное право на добычу нефти и газа в стране. Иностранным компаниям осталась роль подрядчиков, которые могли претендовать на 40 % добытой нефти. В 1971 году в стране были обнаружены крупные запасы природного газа, производство сжиженного газа начало играть всё большую роль в экономике Индонезии, в первую очередь для экспорта в Японию. С 1974 года Pertamina также начала заниматься геотермальной энергетикой. В конце 1990-х годов Pertamina оказалась в центре коррупционного скандала, независимый аудит выявил массовые случаи увода средств из компании в пользу президента Сухарто и членов его семьи, только за 1997 и 1998 год потери компании составили 6,1 млрд долларов.
В 2016 году Pertamina стала основным акционером французской компании Maurel & Prom.

## Собственники и руководство
Генеральным директором компании является Карен Агустиаван.

## Деятельность
Компании принадлежит 6 НПЗ общей производительностью 1,131 млн баррелей в сутки. Основная продукция компании включает бензин, дизельное топливо, сжиженный газ, смазочные материалы, нефть, тепловая и электроэнергия, полученная из геотермальных источников. Около 10 % продукции экспортируется.
Добыча нефти и газа (в том числе сланцевых) как правило осуществляется в виде партнерства с другими нефтяными компаниями (ConocoPhillips, Eni, Repsol). В свою очередь, Pertamina имеет доли в ряде зарубежных проектов (Ирак, Алжир, Малайзия). Доказанные запасы углеводородов на конец 2020 года составляли около 2 млрд баррелей в эквиваленте барреля нефти, из них половина приходится на нефть и газовый конденсат. Среднесуточный уровень добычи — 750 тыс. баррелей.

## Геотермальная энергетика
С целью удовлетворения растущих энергетических потребностей Индонезии компания планирует построить геотермальные станции общей мощностью 110 МВт на острове Суматра.

## ЧП в Балонгане
29 марта 2021 года в городе Балонган (Balongan) в провинции Западная Ява прогремел взрыв и возник пожар на одном из крупнейших в Юго-Восточной Азии нефтеперерабатывающем заводе, возможно, после попадания молнии. Нефтеперерабатывающая компания Pertamina безуспешно пытается потушить пожар. Власти Индонезии эвакуируют жителей из районов, которые находятся рядом с нефтеперерабатывающем заводом.